# Милешкин, Евгений Юрьевич
Евге́ний Ю́рьевич Миле́шкин (3 сентября 1960, Москва, РСФСР, СССР) — советский футболист, защитник. Мастер спорта СССР.

## Карьера
Воспитанник ФШМ. 1-й тренер — В. М. Мещеряков. С 1978 года был зачислен в московский «Локомотив», где играл по 1982 год (27 матчей).
В 1983 году перешёл в «Спартак». 27 марта в матче первого тура против «Шахтёра» он дебютировал в высшей лиге СССР. Всего за «красно-белых» провёл 29 матчей, забив 1 гол. В сезоне 1983 года стал серебряным призёром чемпионата СССР.
В 1984 году вместе с «Динамо» стал обладателем Кубка СССР, выйдя на замену в финале на 107-й минуте вместо Василия Каратаева.
С 1985 по 1991 год вновь выступал за «Локомотив». В последних двух сезонах был капитаном команды. В 1992 играл во второй лиге за «Волгарь». В 1993 год выступал в финском клубе ПК-47. Завершил карьеру в 1994 году в клубе «Шинник», в возрасте 34 лет.
После окончания выступлений занимался коммерческой деятельностью. Был директором по коммерции в разных компаниях. В 2007 году стал заместителем генерального директора в «Динамо», в 2008 году —спортивным директором клуба.

## Достижения
«Спартак»
- Серебряный призёр чемпионата СССР: 1983

«Динамо»
- Обладатель Кубка СССР: 1984